# Marianne (EP)
Marianne è il terzo lavoro in studio dei Martinicca Boison, nonché il loro primo EP, pubblicato nel novembre 2010.

## Tracce
1. Marianne   (L. Ugolini) 4.06
2. Dumpalumpa   ['DumpaLumpa' (L.Ugolini) 0:46 - 'Da da un pa' (B.Canfora / D.Verde) 0:50 -  'Oompa Loompa' (L.Bricusse / A. Newley) 1:43] 3.19
3. Pensieri di un pattinatore notturno   (L. Ugolini) 4.08 - versione 2010
4. L'invitato non è felice   (L. Ugolini) 3.29 - live

## Crediti
Lorenzo (canto, piano e tastiere, chitarra acustica), Frank (chitarre acustiche ed elettriche, cori), Paolino (basso, cori, Papes), Endless (violino, cori), Gabri (clarinetto, tin e low whistles, cornamusa), Zazà (batteria), Pablo Ganba (percussioni), Tromba (fonica, cori)
Hanno partecipato: Lucia Sargenti (voce femminile), Emiliano Garofoli (tastiere addizionali).
- Traccia 1: Preproduzione effettuata da Daniele Tromba Bao

Registrazione effettuata presso ‘Koan studio’- Firenze, da Emiliano Garofoli e Francesco Foderà
Mixaggio: Lorenzo ‘Moka’ Tommasini presso ‘Macinarono Records’ – Loro Ciuffenna (AR); 
Mastering: Dan Findley presso ‘Disuye’ - Hong Kong
- Tracce 2 e 3: Preproduzioni effettuate da Daniele Tromba Bao

Registrazioni effettuate presso ‘Koan studio’- Firenze, da Emiliano Garofoli e Francesco Foderà
Mixaggi: Daniele Tromba Bao presso ‘Koan studio’ - Firenze; 
Mastering: Dan Findley presso ‘Disuye’ - Hong Kong
- Traccia 4: Registrazione dal vivo presso l'Auditorium ‘Le Fornaci’, Terranuova Bracciolini (AR) il 23/04/2010 in occasione dello spettacolo teatrale ‘La vita è come un dente – musica , vita e parole da Boris Vian', con Martinicca Boison e Pierfrancesco Bigazzi.

Mixaggio: Daniele Tromba Bao presso il ‘Trombetta Studio’; 
Mastering: Dan Findley presso ‘Disuye’ - Hong Kong
- Produzione artistica: Erriquez Greppi (brani 1, 2, 3), Martinicca Boison (brano 4).
- Produzione esecutiva: Materiali Sonori e Martinicca Boison
- Production Manager: Giampiero Bigazzi
- Progetto grafico e copertina: Riccardo Sabatini
- Foto: Caterina Valenti.
- 2010 Materiali Sonori Edizioni Musicali